# Lomtjärnen (Vilhelmina socken, Lappland, 721414-149239)
Lomtjärnen är en sjö i Vilhelmina kommun i Lappland och ingår i Ångermanälvens huvudavrinningsområde. Sjön har en area på 0,0648 kvadratkilometer och ligger 523,4 meter över havet. Lomtjärnen ligger i Marsfjället Natura 2000-område.

## Delavrinningsområde
Lomtjärnen ingår i det delavrinningsområde (721757-148983) som SMHI kallar för Mynnar i Marsån. Medelhöjden är 618 meter över havet och ytan är 17,25 kvadratkilometer. Det finns inga avrinningsområden uppströms utan avrinningsområdet är högsta punkten. Vildbäcken som avvattnar avrinningsområdet har biflödesordning 3, vilket innebär att vattnet flödar genom totalt 3 vattendrag innan det når havet efter 348 kilometer. Avrinningsområdet består mestadels av skog (72 procent) och sankmarker (18 procent). Avrinningsområdet har 0,07 kvadratkilometer vattenytor vilket ger det en sjöprocent på 0,4 procent.